# Вла
Вла (нидерл. Vla) — голландский молочный продукт, десерт из свежего молока наподобие заварного крема.

Слово «вла» впервые было задокументировано в XIII веке и первоначально относилось к любому заварному крему, покрывающему торты или другую выпечку. Слово vlaai является родственным и с тех пор стало обозначать «тонкий, широкий пирог». Например, Limburgse vlaai или Лимбургский пирог.

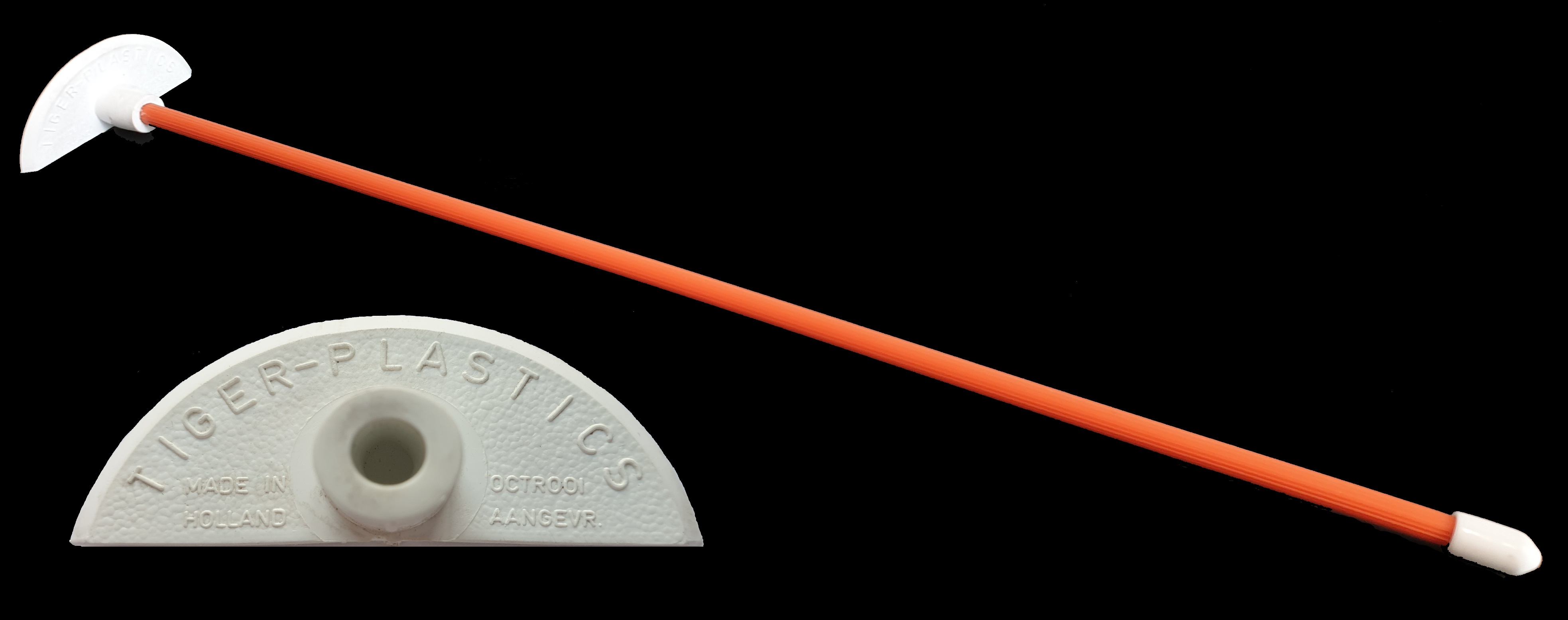
Голландский скребок для бутылок и его головка

Традиционно вла готовят из яиц, сахара и свежего молока, хотя сегодня некоторые промышленные производители используют кукурузный крахмал, а не яйца. Вла доступен во многих вариантах, из которых наиболее популярна ваниль. Другие вкусы включают шоколад, карамель, банан, апельсин и яблоко.
Первоначально вла продавался в стеклянных бутылках, и из-за такой консистенции извлечение всего количества было затруднено, поэтому был разработан специальный скребок для бутылок (flessenschraper или flessenlikker). Несмотря на то, что теперь вла обычно продается в картонных коробках, эти скребки все ещё распространены на голландских семейных кухнях.
Хотя вла изначально является типичным голландским продуктом, Campina представила его в Валлонии и Германии в 2010 году и с тех пор продавала в некоторых магазинах.